# خويت الثانية
خويت الثانية ، هي ملكة مصرية قديمة غير حاكمة أو زوجة ملك من الأسرة السادسة ، و هي زوجة الملك تيتي.

## حياتها
ربما كانت خويت الثانية أول زوجة ملكية بارزة من عهد تيتي ، و إذا كان الأمر كذلك، فإن منصبها سيتولاه لاحقا إيبوت الأولى. و قد تكون خويت أم الملك وسر كا رع (وفقاً ليانوسي و كالندر)، و لكن هذا ليس على الإطلاق مؤكداً بشكل جازم ، و بعض علماء المصريات يقولون إن ملكة تسمى خنتكاوس الرابعة هي والدة الملك وسركارع. و كانت خويت أم الأمير تيتي عنخ كم، في حين أن ابنة خويت يمكن أن تكون سششت شيشيت.

## ألقابها
وفقا لآثارها الباقية حملت الملكة خويت الثانية الألقاب التالية:
- زوجة الملك.
- زوجة الملك و حبيبته.
- رفيقة حور.[5]

## اكتشاف هرمها
تم اكتشاف هرمي الملكتين إيبوت الأولى و خويت الثانية بين يوليو 1897 و فبراير 1989 من قبل فيكتور لوريه شمال مجمع تيتي الهرمي في سقارة.
و كان لوريه يعتقد في البداية أن قبر خويت مجرد مصطبة لا هرم. و التنقيب في ستينات القرن العشرين من قبل ماراجيوغليو و رينالدي اقترح لأول مرة أن خويت قد دفنت في هرم. و تم العثور على بقايا بناء تعود إلى أنقاض معبد جنائزي صغير كذلك. و قد أكدت حفريات أخرى في عام 1995 من قبل عالم الآثار المصري الدكتور زاهي حواس أن قبر خويت كان هرماً. و كشفت الحفريات في الهرم نفسه غرفة دفن مع تابوت من الجرانيت الوردي. و يقع المعبد الجنائزي المرتبط بمجمعها الجنائزي هذا إلى الشرق من الهرم. و شمل المعبد غرفة قرابين مع باب كاذب و مذبح. و قد زينت جدران المعبد بمشاهد لحاملي القرابين.